# دایا وایدیا
دایا وایدیا (انگلیسی: Daya Vaidya؛ زادهٔ ۲۰ مهٔ ۱۹۸۰) یک هنرپیشه اهل ایالات متحده آمریکا است.